# Acri
Pour les articles homonymes, voir Acri.
Acri est une commune de la province de Cosenza, dans la région de Calabre, en Italie.

## Géographie
Acri se trouve à 24 km au nord-nord-est de Cosenza, à 167 km au nord-nord-est de Reggio de Calabre et à 424 km au sud-est de Rome.

## Histoire
Acri s'appelait autrefois Pandosia, ancienne ville des Œnotriens.
En 332 av. J.-C., Alexandre le Molosse, roi d'Épire, y aurait été assassiné. (La séquence stratigraphique d'Acri-Colle Dogna(cs), Chalcolithique et Bronze ancien.[Quoi ?] Les fouilles (1999-2000-2002-2008) dans le site de Acri-Colle Dogna, situé sur le côté Nord-Ouest de la Sila Greca, ont permis d'identifier deux périodes d'occupation. Les niveaux les plus anciens datent de la période la plus ancienne du Chalcolithique et leur répertoire céramique de celle de la culture de Laterza. Les niveaux les plus récents datent du stade avancé du Bronze ancien, assimilable à la facies de Capo Piccolo 1 et fortement reliés à la facies de Palma Campania.)

## Monuments religieux
- La Basilique Saint-Ange d'Acri

## Sport
Le club de football est le Football Club Calcio Acri.

## Personnalités
- Angelo d'Acri (1669-1739), saint de l'Église catholique
- Charles Atlas
- Vincenzo Padula   (Acri, 25 mars 1819 - Acri 8 gennaio 1893)
- Giovan Battista Falcone (Acri, 1836 - 2 Lugio Sanza 1857)
- Vincenzo Talarico (en), (Acri, 28 avril 1909 - Fiuggi, 16 août 1972)
- François Marie Greco (Acri, 1857 - Acri, 1931), bienheureux de l'Église catholique, fondateur des Petites ouvrières des Sacrés-Cœurs.

## Administration
| Période                                  | Période  | Identité         | Étiquette       | Qualité |
| ---------------------------------------- | -------- | ---------------- | --------------- | ------- |
| 19 avril 2005                            | En cours | Elio Coschignano | Centro-Sinistra |         |
| Les données manquantes sont à compléter. |          |                  |                 |         |

### Hameaux
S. Giacomo d'Acri, S.Lorenzo, La Mucone, S.Martino, S.Angelo d'Acri, Pantalea, Pantano d'Olmo, Petramorella, Serralonga, Policaretto, Duglia, Gioia, Montagnola, Ordichetto, Pantano il Melo, Pagania, Vallone Cupo, Sorbo, Gallone Pane, Pucchio, Chimento, Serra Spigha, Vammana, Casalinella, Cuore di Maria, Santo Zaccheria, Cocozello, Ferrante d'Aragona, Vallone il Melo, Vallone il Pero, Manca e Galera, Milano, Ceraco, Sant'Adriano, Pinitello, Pagania del Vallone, Vupo, Schito, Vagno, Pietremarine, Pantano Soprano, Pantano Sottano, Serra di Vuda, Serra di Cristo, Acqua di Fico, Croce di Greca, Croce Don Paolo, Pastamolla, Piana di Caruso, Casalinella, Mischinella, La Mucone Sottano, Pozzometro, Bellucci,Monsignore, Santa Maria la Fiumara, Salice, Ceracò, Cuta, Foresta, Canaletta, Corneto, Settarie, Pantadia, ecc. (total des frazioni 159).

### Communes limitrophes
Bisignano, Celico, Corigliano Calabro, Longobucco, Luzzi, Rose (Italie), San Cosmo Albanese, San Demetrio Corone, San Giorgio Albanese, Santa Sofia d'Epiro, Vaccarizzo Albanese